# 乓乓响
乓乓响（中国）有限公司簡稱乓乓响，是中華人民共和國上海市一家食堂食品、食材供应商，它主要向上海的企业、幼儿园和其他教育机构供应农产品及其他食品。乓乓响的前五大客户均为上海企业。

## 歷史
2012年，黄建义与许建平等人創辦乓乓响。2016年4月，乓乓响在新三板挂牌，2019年8月30日终止挂牌。上海封城期間，乓乓响是供给保障重點单位之一，當時只有被列为供给保障重点单位的公司才被允许在上海提供及配送农产品与其他食品，乓乓响得以继续营运，並且为上海浦东川沙新镇居民提供团购蔬菜及肉类。2022年前5個月，乓乓响毛利率同比增加40%，該企業被外界視為上海封城的「受惠者」。2022年4月8日、10月24日，乓乓响向港交所提交上市申請。